# The Great Escape
För den amerikanska filmen från 1963, se Den stora flykten.
The Great Escape är ett musikalbum av Blur, utgivet 11 september 1995. Albumet, som är Blurs fjärde studioalbum, spelades in mellan januari och maj 1995. Detta avslutar Blurs britpop-period. Nästa skiva, Blur, skulle bli mer influerat av lo-fi-rörelsen.
Singlar från skivan är "Country House", "The Universal", "Stereotypes" och "Charmless Man". "Country House" blev bandets första etta på den brittiska singellistan.

## Låtlista
Alla sånger av Damon Albarn, Graham Coxon, Alex James och Dave Rowntree.
1. "Stereotypes" - 3:10
2. "Country House" - 3:57
3. "Best Days" - 4:49
4. "Charmless Man" - 3:34
5. "Fade Away" - 4:19
6. "T.O.P. Man" - 4:00
7. "The Universal" - 3:58
8. "Mr. Robinson's Quango" - 4:02
9. "He Thought of Cars" - 4:15
10. "It Could Be You" - 3:14
11. "Ernold Same" - 2:07
12. "Globe Alone" - 2:23
13. "Dan Abnormal" - 3:24
14. "Entertain Me" - 4:19
15. "Yuko and Hiro" - 5:24
16. "A World of Difference" (dolt spår, en instrumental version av "Ernold Same")

Fotnot: Den japanska utgåvan innehåller låtarna "Ultranol" och "No Monsters in Me", som även återfinns på B-sidan till singeln "The Universal". Den franska utgåvan innehåller "To the End (La Comedie)", som även utgör B-sida till singeln "Parklife".